# Явитеро
Явитеро (Paraene, Pareni, Yavitero) — мёртвый индейский язык, который принадлежит верхнеамазонской группе североаравакской подсемьи аравакской семьи языков, на котором раньше говорил народ явитеро, проживающий в регионе Явита штата Амасонас в Венесуэле.